# Lihnid
Lihnid (starogrško Λυχνιδός Lychnidós ali Λύχνιδος Lýchnidos; latinsko Lychnidus/Lycnidus/Licnidus) je bilo starodavno mesto ob Ohridskem jezeru. Je predhodnik današnjega Ohrida v Severni Makedoniji.

## Geografija
Lihnid je bil na višjem od dveh mestnih gričev v današnjem mestnem območju Ohrida. Raztezal se je od njegovega vrha, na katerem je danes srednjeveška  utrdba carja Samuela, v jugozahodni smeri preko kraja Plaošnik navzdol do obale jezera. Zavzema del starega mestnega jedra in je zato v veliki meri prezidan.
Severovzhodno od naselbinskega hriba se razteza rodovitna ravnica, ki je bila že v pradavnini razmeroma gosto poseljena in se je verjetno uporabljala za poljedelstvo že od bakrene kamene dobe.
Lihnid je bil pomembna postaja na rimski cesti Via Egnatia, ki je povezovala vzhodno obalo Jadrana z Bizancem (kasneje Konstantinoplom). Severna pot te ceste je vodila iz doline Shkumbin, skozi prelaz Qafë Thana (sodobna Albanija), prečkala Črni Drim (blizu današnje Struge) in nato potekala vzdolž severovzhodne obale jezera do Lihnida. Od tam je nadaljevala do Herakleia Lynkestis, kjer se je ponovno priključila južni poti, ki je potekala mimo Prespanskega jezera.

## Predzgodovina
Z ribami bogato jezero, rodovitne planjave in strateško ugodna lega so že zgodaj pritegnile naseljence. Izkopavanja so razkrila dokaze različnih kultur od neolitika do železne dobe. Dolno Trnovo (urbano območje Ohrida) je neolitsko najdišče iz 4.-3. tisočletja pr. n. št. Lakočeresko Gradište in Koselsko Gradište pripadata bronasti dobi. Pri Gorencih so našli dokaze iz železne dobe. Posamezne koliščarske vasi so bile najdene tudi na obali Ohridskega jezera, kot na primer Gradište iz 1. tisočletja pr. n. št..

## Zgodovina
Prvi prebivalci regije, ki jih je mogoče zgodovinsko uvrstiti, so bili ilirski Enhelejci. Naselili so se v 8. in 7. stoletju pr. n. št. na območje okoli Ohridskega jezera. Kasneje so jim - kdaj točno, ni znano - sledili ilirski Dasareti, ki so vdrli v sosednjo Makedonijo pod čigar vpadi je sosednja Makedonija v 5. in 4. stoletju pr. n. št. večkrat trpela. Filipu II. Makedonskemu je okoli leta 355 pr. n. št. uspelo osvojiti Ilire. iztrgal Linkestisu in začasno razširil svoj vpliv na obale Ohridskega jezera. V helenistični dobi se je naselje Lihnid razvilo v mesto, kamor so se naselili tudi grški kolonisti. Dolgo časa pa je območje okoli Lihnida ostalo sporno območje med Iliri in Makedonci. Na prelomu iz 3. v 2. stoletje pr. n. št. je bil Lihnid središče obsežne gorate regije Dassaretia, ki se je raztezala od reke Devoll na zahodu do meja Lynkestisa na vzhodu in je bila omejena z ozemljem Dardancev na severu.
Ko je Makedonija 148 pr. n. št. postala rimska kolonija, je tudi Lihnid prišel pod rimsko oblast. Vendar pa je Dassaretia ostala svobodna občina (latinsko libera gens Dassaretiae) do zgodnjega cesarskega obdobja. Lihnid je bil njihov vladni in trgovski center. Politične oblasti Dassareten so se ovekovečile v številnih napisih.
V pozni antiki je Lihnid postal škofija. Škof Dioniz iz Lihnida je izpričan kot udeleženec sinode v Serdiki leta 343. Je edini znani metropolit mesta. 29. in 30. maja 526 je Lihnid močno prizadel potres. Veliko prebivalcev je zaradi tega umrlo. Nadaljnja usoda mesta ni znana. Od tega datuma tudi ni bilo napisanih nobenih napisov o mestu Lihnid. Verjetno je bilo ponovno ustanovljeno kot slovansko (bolgarsko) mesto Ohrid tri stoletja pozneje.

## Stavbe
V helenističnem obdobju se je mesto raztezalo proti jugozahodu čez trdnjavski hrib proti obali jezera. Z osvojitvijo Rimljanov se je mesto razširilo: poleg gledališča so zgradili še agoro, gimnazijo, bulevterij, baziliko in številne templje, ki pa so le redko ohranjeni. V rimskem obdobju je Lihnid rasel proti vzhodu do hriba Deboj. V zgodnjem krščanskem obdobju je bilo v mestu zgrajenih okoli sedem cerkva, ki kažejo na versko središče v regiji.

### Gledališče
Gledališče je verjetno najbolj znan ostanek starodavnega mesta. Nastalo je okoli leta 200 pr. n. št.. Je edino helenistično gledališče v vsej Makedoniji. V helenističnem obdobju so tukaj uprizarjali komedije, tragedije in drame. Z Rimljani so dodali gladiatorske in živalske boje.
V treh zgornjih vrstah sedežev je nekaj napisov z osebnimi imeni, ki so verjetno služili za rezervacije sedežev ob predstavah. Skupno je ohranjenih dvanajst vrst sedežev v dvorani (lat. cavea). Skupno je ohranjenih dvanajst vrst sedežev v dvorani (lat. cavea).

### Zgodnjekrščanska bazilika
Triladijska cerkev je bila zgrajena v drugi polovici 5. stoletja in ima krstilnico ter prostor, imenovan katehumen. Ima številne cvetlične in živalske mozaike, zlasti v krstilnici. Večji del je bil uničen v potresu leta 526. Izkopavanja so se začela leta 1961 in končala leta pozneje.